# Troisième bataille de Bergisel
Pour les articles homonymes, voir Bataille de Berg Isel.
Rébellion du Tyrol
Batailles
- Axams
- Sterzing
- Innsbrück
- Kufstein
- Volano
- Lofer
- Waidring
- Wörgl
- Strass im Zillertal
- 1re Bergisel
- 2e Bergisel
- Franzensfeste
- Pontlatzer Brücke
- 3e Bergisel
- Unken
- Lueg
- Hallein
- Melleck
- 4e Bergisel
- Pustertal
- Meran
- Sankt Leonhard in Passeier

La troisième bataille de Bergisel se déroule le 13 août 1809 lors de la rébellion du Tyrol. Elle s'achève par la victoire des rebelles tyroliens qui reprennent aux Bavarois la montagne du Bergisel et la ville d'Innsbrück.

## Prélude
Début août, les forces bavaroises et saxonnes subissent deux lourdes défaites lors de la bataille de Franzensfeste et la bataille de Pontlatzer Brücke. À la suite de l'échec de son expédition, le maréchal Lefebvre regagne Innsbrück avec ses troupes bavaroises. Les Tyroliens, menés par Andreas Hofer, se lancent à sa poursuite, bien décidés à reprendre la ville. Hofer réinstalle son quartier général dans la même auberge qui avait servi pour la précédente bataille du Bergisel. Il dispose alors de 76 compagnies du Sud et de 55 du Nord, soit 17 000 à 18 000 hommes. Le centre est confié à Peter Mayr, le flanc droit à Josef Speckbacher et le flanc gauche au père Joachim Haspinger. De leur côté les Bavarois sont au nombre de 15 000 fantassins, 1 400 cavaliers et 43 canons.

## Déroulement
Le dimanche 13 août, avant l'aube, les paysans tyroliens célèbrent la messe puis se déploient à leurs postes. Le combat s'engage à huit heures. Les Tyroliens se lancent à l'assaut du Bergisel mais les Bavarois les repoussent à cinq reprises. Le flanc gauche mené par Haspinger est notamment contenu par l'artillerie et la cavalerie. À midi, Hofer fait intervenir ses renforts. Les insurgés, bien entraînés, se révèlent être d'habiles tireurs en plantant des fourches dans le sol et en s'en servant pour appuyer leurs fusils et mieux ajuster leur tirs. Finalement après plusieurs heures de combats, les Tyroliens s'emparent du Bergisel dans l’après-midi. Lefebvre ordonne la retraite et rassemble ses troupes à l’abbaye de Wilten.

## Pertes
Les pertes des Bavarois sont de 200 morts et 250 blessés, tandis que les Tyroliens déplorent 60 à 100 tués et 200 à 220 blessés. À court de vivres et de munitions, Lefebvre décide d’abandonner Innsbrück et ordonne le repli sur Salzbourg le 14 août. Le lendemain, les insurgés se rendent maîtres de la ville où ils sont accueillis par une foule en liesse,.